# Convoi HX 49

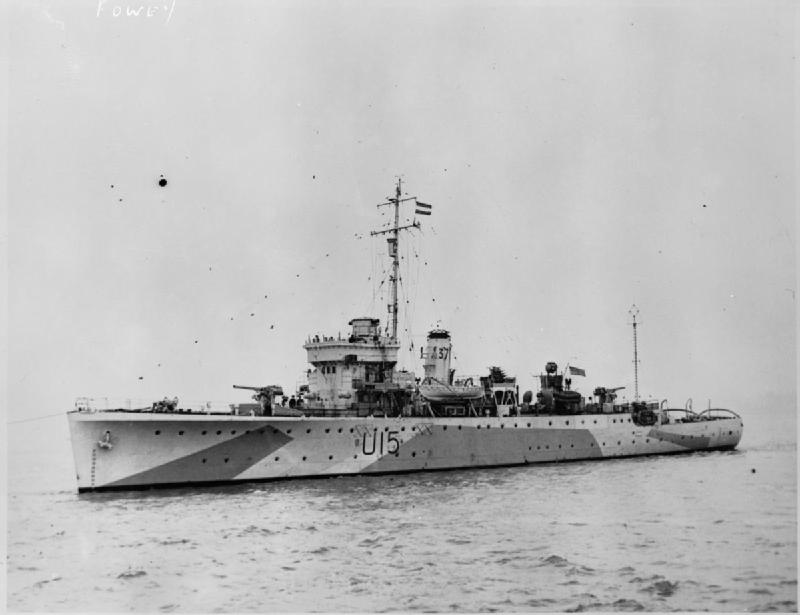
Le HMS Fowley recueillit l'équipage du cargo norvègien Eli Knudsen coulé durant la traversé de l'Atlantique.

Le convoi HX 49 est un convoi allié traversant l'Atlantique nord, pendant la Seconde Guerre mondiale. Il part de Halifax au Canada le 9 juin 1940 pour différents ports du Royaume-Uni et de la France. Il arrive à Liverpool le 24 juin 1940.

## Composition du convoi
Ce convoi est constitué de 60 cargos :
- Royaume-Uni : 40 cargos
- États-Unis : 2 cargos
- Norvège : 8 cargos
- France : 2 cargos
- Grèce : 3 cargos
- Panama : 2 cargos
- Pays-Bas : 1 cargo
- Estonie : 1 cargo
- Canada : 1 cargo

21 cargos viennent d'un convoi provenant des Bermudes.

## L'escorte
Ce convoi est escorté en début de parcours par :
- Deux destroyers canadiens : NCSM Saguenay et HMCS Assiniboine (en)

Le RMS Laconia devait escorter le convoi mais il est remplacé par le RMS Ausonia.

## Le voyage
Les deux navires canadiens font demi tour le 10 juin. Ce même jour, le RMS Ausonia prend le relais jusqu'au 20 juin. Il est remplacé par les corvettes HMS Fowey (en) et HMS Sandwich (en). Ce même jour, vers 17h, le tanker hollandais Moordrecht est torpillé par le sous-marin allemand U-48 (43° 34′ N, 14° 20′ O). Le tanker avait quitté le convoi le 18 juin pour se rendre en Espagne. Il coule en deux minutes et 25 personnes trouvent la mort,. Le 21 juin, le tanker britannique San Fernando est touché par une torpille lancée par le sous marin allemand U-47 commandé par le lieutenant de vaisseau Günther Prien. Il est pris en remorque mais coule le lendemain (50° 20′ N, 10° 24′ O). L'équipage est pris en charge par les deux corvettes. Il n'y a aucune victime. 
Le 22 juin vers 2h, le cargo norvégien Randsfjord est coulé par le sous-marin allemand U-30 (50° 55′ N, 7° 00′ O). Le sous-marin fait surface et les Allemands questionnent les 29 survivants (sur 33 membres d'équipage). Ils seront recueillis par un navire britannique 36 heures plus tard. Le 22 juin vers 3h30, une nouvelle attaque prend pour cible le cargo norvégien Eli Knudsen. Elle est due au sous-marin allemand U-32. Tout l'équipage prend place sur les canots de sauvetage et est recueilli quelques heures plus tard par le HMS Fowey,.
Le 23 juin, le HMS Fowley quitte l'escorte peu avant l'arrivée.